# Stadstuin Ronse
De Stadstuin is een park en stadsvernieuwingsproject in de Oost-Vlaamse stad Ronse, gelegen tussen de Verlorenstraat en de Oscar Delghuststraat.
Het betreft een heuvel direct ten noorden van de binnenstad, 11 ha groot, waarop woningen werden gebouwd en een park van 11 ha werd aangelegd. Vanuit het midden van het park loopt de Kerf, een holle weg, rechtstreeks naar de Grote Markt. Bovenaan in het park bevindt zich een groen amfitheater. Bovenop heeft men uitzicht op de stad. Omstreeks 2015 waren de meeste woningen gebouwd.